# Diglyphosa elmeri
Diglyphosa elmeri är en orkidéart som beskrevs av Oakes Ames. Diglyphosa elmeri ingår i släktet Diglyphosa och familjen orkidéer. Inga underarter finns listade i Catalogue of Life.